# Sonata per a piano núm. 1 (Enescu)
La Sonata per a piano núm. 1 en fa sostingut menor, op. 24 núm. 1, és una sonata per a piano del compositor romanès George Enescu, acabada el 1924.

## Història
El 18 de juliol de 1912, Enescu va completar un moviment Allegro per a una sonata per a piano en fa major, que va tocar a Herbert Peyser més tard aquell estiu mentre l'entrevistava. En una forma molt reelaborada, aquest es convertiria en el primer moviment de la Sonata op. 24 núm. 1. Tanmateix, Enescu va deixar de banda aquest projecte durant dotze anys, reprenent el treball de nou el 1924. La primera versió d'aquest moviment no va ser redescoberta fins al 1993, per la musicòloga Clemansa Liliana Firca.
Enescu va reprendre la sonata el juliol de 1924 a Tețcani, reescrivint completament el primer moviment i afegint els altres dos, completant l'obra a Sinaia el 27 d'agost de 1924. La partitura va ser escrita per al pianista suís Emil Frey, a qui està dedicada, que havia estat pianista de la cort a Bucarest des del 1907 fins a l'esclat de la Primera Guerra Mundial.

En una entrevista concedida poc després de completar la partitura, Enescu va admetre: 
| « | Pot semblar estrany que interrompi el treball de la meva òpera Oedipe per escriure una sonata per a piano. L’artista té moments en què es veu obligat a seguir l’impuls del seu cor, així que no em va semblar una contradicció. La Sonata està dedicada al mestre suís Frey, a qui li havia promès fa divuit anys. Ja era hora que l'escrivís! | » |

La primera actuació la va fer el novembre de 1925 pel mateix compositor, en un concert que formava part d’un festival dedicat a les seves obres de música de cambra, organitzat per la Societat de compositors romanesos al Teatre Mic de Bucarest. També va interpretar l'obra a París per primera vegada l'abril de 1926, en el marc d'un concert de la Société Nationale de Musique.

## Anàlisi
La Sonata es divideix en tres moviments, el patró moderat-ràpid-lent s’assembla al de la tercera simfonia d’Enescu.
- Allegro molto moderato e grave
- Presto vivace
- Andante molto espressivo

El primer moviment es presenta en una forma de sonata extremadament lliure (tot i que el mateix compositor no va voler caracteritzar-lo així). Hi ha dues desviacions importants respecte al disseny de sonata habitual. En primer lloc, el desenvolupament comença en la clau inicial de fa sostingut menor, mentre que la recapitulació comença en la clau més llunyana possible de do menor, un tríton allunyat de la tònica general. En segon lloc, el sentit de l'arribada de la recapitulació es divideix en dos per aquest fet, ja que el retorn del tema principal està separat de la reaparició de la seva tonalitat inicial. La coda del moviment adopta el caràcter d’una passacaglia, una característica que va assenyalar per primera vegada el compositor Anatol Vieru.
El segon moviment s’obre amb una acumulació gradual de veus, que al principi suggereix una exposició fugal amb una primera resposta a l’interval d’un tríton, però que no té un contra assumpte. El seu caràcter burlesque-scherzando, que contrasta amb la qualitat fosca del primer moviment, s’assembla a aquelles tocates revifades en la música de Debussy i Ravel, o a l'estil motor i neoclàssic adoptat a principis del segle XX per compositors com Prokófiev. Alguns altres passatges s’assemblen al diatonicisme de la Sonata per a piano de Stravinski, que es va compondre una mica més tard, l'estiu i la tardor de 1924. El moviment no s’adhereix a cap esquema formal convencional i es construeix econòmicament a partir d’un nombre molt reduït d’elements. Tot i que el segon tema torna diverses vegades, suggerint una forma de rondó, les recurrències estan subjectes a variacions. La més cridanera d’aquestes variants es troba en un aksak amb compàs de 5/4, que recorda les danses populars com el șocâcili del Banat, el ghimpele i el șobolanul d'Oltènia i Muntènia, i l’hodoroaga de les regions d’Ardeal i Moldàvia. Myriam Marbe troba que l'espontaneïtat i el caràcter exuberant d'aquest moviment suggereixen, a través del seu moviment palpitant, una multitud creixent en una celebració pública, d'una manera estilitzada similar a la que Stravinski crea a Petruixka.
En una entrevista amb Bernard Gavoty emesa per la ràdio francesa el 25 de gener de 1952, Enescu va interpretar una part del final d'aquesta primera sonata per a piano com a exemple d'una transposició musical de l'atmosfera de la plana romanesa a la nit.
El tercer moviment comença evocativament amb una sola nota repetida en un ritme irregular, els accents suaus de la qual produeixen finalment el senyal llunyà d’un terç menor ascendent, d’on sorgeix gradualment el primer motiu. Les afirmacions motivatives vacil·lants separades per llargues pauses produeixen una "poesia espacial" característica per a aquest moviment, que és un dels trets més cridaners de l'estil enescià.
Com passa amb el segon moviment, la forma del final és difícil d’assignar a un model convencional. Es pot interpretar com una forma ternària, o bé com una sonata-allegro modificada.

## Discografia
- George Enescu: Suita nr. 2 pentru pian în re major, op. 10; Sonata nr. 1 pentru pian în fa diez minor, op. 24. Li-min-Cean, piano (Op. 10); Maria Fotino, piano (Op. 24 núm. 1). Enregistrament LP, 1 disc: analògic, 33⅓ rpm, monoaural, 12 polzades Electrecord ECE 025. Bucarest: Electrecord, 196? .
- George Enescu: Sonata nr. 1 pentru pian în fa diez minor, op. 24, núm. 1; Sonata nr. 3 pentru pian în re major, op. 24, núm. 3. Maria Fotino, piano. Enregistrat l'octubre de 1980, Studioul de la Casa Scinteii. Enregistrament LP, 1 disc: analògic, 33⅓ rpm, estèreo, 12 polzades Electrecord ST-ECE 01691. Bucarest: Electrecord, [1981].
- George Enescu: Sonate für Klavier fis-moll op. 24/1; Sonate für Klavier und Violoncello op. 26/2; Rapsodia Romina für Klavier, op. 11/1. Lory Wallfisch, piano; Julien Musafia, piano (Op. 11, núm. 1); Julius Berger, violoncel (Op. 26, núm. 2). Enregistrat. 25-27 d'octubre de 1993, al Konzerthaus, Kronberg / Taunus. Gravació de CD, 1 disc: digital, 4¾ in., estèreo. EBS 6043. Bietigheim-Bissingen: EBS Records, 1995.
- Enesco: Œuvres pour piano. Cristian Petrescu, piano. Enregistrat per Sender Freies Berlin, juliol de 1994 i març de 1995. Gravació de CD, 3 discos: digitals, 4¾ in., estèreo. Acord 476 2394 (476 2395; 476 2396; 476 2397). Universal Classics França, 1998.
- Romania. Dana Ciocarlie piano. Enregistrat l’abril del 2000 a la Salle Guillaume Farel, Marsella. Gravació de CD, 1 disc: digital, 4¾ in., estèreo. Empreinte Digitale ED 13122. Marsella, França: L'empreinte digitale, 2000.
- Raluca Stirbat interpreta Enescu, Silvestri, Constantinescu, Rachmaninoff / Kreisler. Raluca Stirbat, piano. La Sonata núm. 1 d'Enescu va ser gravada l'abril de 2004 a la ràdio Schweizer DRS Studio Zurich. Gravació de CD, 1 disc: digital, 4¾ in., estèreo. Gramola 98905. Viena: Gramola, 2011.
- Enescu: Piano Music, Vol. 2: Sonata per a piano núm. 1; Sonata per a piano núm. 2; Preludi i Fuga en Do major; Nocturn en Re bemoll major; Scherzo; Pièce sur la nom de Fauré ; Luiza Borac, piano. Enregistrat els dies 4, 5 i 7 de juliol de 2005 a l'església de St. Dunstan, Mayfield, Anglaterra. Gravació SACD, 2 discos: digital 4¾ en., multi / híbrid. Avie AV2081. [Basilea]: Pert Beratungs AG, 2006.
- Cinc sonates: Ernesto Halffter, George Enescu, Igor Stravinsky, Leoš Jánáček. Andrew Rangell, piano. Pont 9205. 2006.
- George Enescu: Sonata per a piano núm. 1; Suite núm. 2; Coral; Carillon nocturn. Matei Varga, piano. Gravació de CD, 1 disc: digital, 4¾ in., estèreo. Naxos 8.572120. Naxos, 2010.
- George Enescu: Obres completes per a piano sol. Raluca Stirbat, piano. Sonata enregistrat Universität für Musik und darstellende Kunst Wien, abril o juny de 2015. Gravació de CD, 3 discos: digitals, 4¾ in., estèreo. Hänssler Classic 98.060. Holzgerlingen: Hänssler Classic im SCM-Verlag GmbH & Co. KG, 2015. Inclou la primera versió (1912) del primer moviment de la Sonata núm. 1.
- George Enescu, Béla Bartók, Erkki-Sven Tüür. Mihkel Poll, piano. Enregistrat al Sello Hall d'Espoo, Finlàndia, del 12 al 13 d'octubre i del 2 al 3 de novembre de 2014. Gravació de CD, 1 disc: digital, 4¾ in., estèreo. Dux 1256. Warsaw: Dux Recording Publishers, 2015.
- París [Música de Ravel, Debussy i Enescu]. Elisabeth Leonskaja, piano. Gravat a Berlín, Meistersaal del 14 al 15 de juliol de 2013. Gravació de CD, 1 disc: digital, 4¾ in., estèreo. EAS 29237. Berlín: EaSonus, 2015.
- Enescu: Obres completes per a piano, vol. 1 . Josu de Solaun, piano. Gravació de CD, 1 disc: digital, 4¾ in., estèreo. Piano de cua GP705. [Ciutat de Kowloon, Hong Kong]: HNH International Limited, 2016.